# Оно, Кимико
Кимико Оно (яп. 小野喜美子; 20 июня 1908 — 31 октября 2022) — японская долгожительница, чей возраст подтверждён Группой геронтологических исследований (GRG) и Группой LongeviQuest (LQ). На момент смерти являлась вторым старейшим живущим человеком в префектуре Осака и четвёртым в Японии. Умерла в возрасте 114 лет 133 дня.

## Биография
Кимико Оно родилась 20 июня 1908 года в Японии. Она была второй из семи братьев и сестёр. У неё был один старший брат, три младших брата и две младшие сестры. В марте 1921 года Кимико Оно окончила начальную школу в городе Вакаяма.
В ноябре 1927 года, в возрасте 19 лет, она вышла замуж за Китаро Оно. У них было четверо детей (двое сыновей и две дочери).
Когда началась Вторая мировая война, Оно и её семья были эвакуированы в город Кокава (теперь город Кинокава), префектура Вакаяма, где они жили до 1955 года. В это время она работала на выращивании зерновых культур.
В 1962 году её муж Китар умер, не дожив до 60 лет.
В возрасте 92 лет Кимико Оно переехала в префектуру Осака и жила со своими детьми, а когда ей было 107 лет, переехала в дом престарелых в Сакаи. Кимико Оно также объездила всю Японию от Хоккайдо до Окинавы.
Кимико Оно всегда натирала овощи, чтобы готовить и пить овощные смузи до того, как блендеры начали широко использоваться, также она очень любит есть мясо.
У неё было хорошее зрение, и она невооружённым глазом читала мелкие буквы в своей книжечке в свои 113 лет. На момент её 114-летия 20 июня 2022 года она могла самостоятельно передвигаться в инвалидной коляске по дому престарелых.
Кимико Оно скончалась 31 октября 2022 года, однако о её смерти было объявлено лишь спустя несколько месяцев.